# 썸 카인드 오브 헤이트
《썸 카인드 오브 헤이트》(Some Kind of Hate)는 미국에서 제작한 애덤 이집트 모티머 감독의 2015년 슬래셔 영화이다. 로넌 루빈스타인 등이 출연했다.

## 줄거리
링컨은 자신을 괴롭히는 불량배 얼굴을 포크로 찍은 뒤 교정 프로그램을 진행하는 마인즈 아이 아카데미에 보내진다. 그러나 캠프에서도 링컨은 괴롭힘을 당하고, 링컨은 주동자가 죽기를 소망한다. 그러자 캠프를 떠돌던 한 소녀의 원혼이 링컨의 소원을 접수하여 이를 이루어준다.
링컨은 이 소녀의 이름이 모이라이며, 예전에 이 캠프에서 자살했다는 사실을 알게 된다. 모이라는 링컨의 원념이 자신을 소환했다고 말한다. 링컨은 모이라에게 자신은 이런 일을 원치 않는다고 항변하지만 모이라는 다른 참가자들도 고문하고 살해하기 시작하는데...

## 출연진
- 로넌 루빈스타인 - 링컨 태거트 역
- 그레이시 길럼 - 케이틀린 역
- 시에라 매코믹 - 모이라 카프 역
- 노아 시건 - 크라우스 역
- 브랜도 이턴 - 데릭 역
- 스펜서 브레슬린 - 아이작 역
- 앤드루 브리니아스키 - 링컨의 아버지 역
- 저스틴 프렌티스 - 짐 그린 역
- 이마니 하킴 - 재클린 역